# Övre extremitetens skelett
I människokroppen kan armens eller den övre extremitetens skelett indelas i skuldergördel (cingulum membri superioris) som består av nyckelben (clavicula) och skulderblad (scapula), överarm (brachium) med överarmsbenet (humerus), underarm (antebrachium) som består av armbågsbenet (ulna) och strålbenet (radius) och handen (manus) som kan uppdelas i handlov (carpus), mellanhand (metacarpus) och fingrar (digiti). 
Dessa delar ledar till varandra i en serie leder: Axelleden (art. humeri), armbågsleden (art. cubiti), handleden (art. radiocarpea) samt fingrarnas leder.

## Ben

### Skulderblad
| Skulderblad (scapula) |
| --- |
| - Sidor - Facies costalis - Fossa subscapularis - Facies posterior - Spina scapulae - Fossa supraspinata - Fossa infraspinata - Kanter - Margo superior - Incisura scapulae - Margo lateralis - Margo lateralis - Vinklar - Angulus superior - Angulus lateralis - Collum scapulae - Cavitas glenoidalis - Tuberculum infraglenoidale - Tuberculum supraglenoidale - Angulus inferior - Distala utskott - Korpnäbbsutskott (processus coracoideus) - Akromion (acromion) |

### Nyckelben
| Nyckelben (clavicula) |
| --- |
| - Exremitas sternalis - Facies articularis sternalis - Corpus claviculae - Sulcus musculi subclavii - Extremitas acromialis - Facies articularis acromialis |

### Överarmsben
| Överarmsben (humerus) |
| --- |
| - Caput humeri - Collum anatomicum - Collum chirurgicum - Tuberculum majus humeri - Crista tuberculi majoris - Tuberculum minus humeri - Crista tuberculi minoris - Sulcus intertubercularis - Corpus humeri - Facies anterior medialis humeri - Facies anterior lateralis humeri - Facies posterior humeri - Sulcus nervi radialis - Margo medialis humeri - Margo lateralis humeri - Tuberculum deltoideum - Condylus humeri - Capitulum humeri - Trochlea humeri - Fossa olecrani - Fossa coronoidea - Epicondylus medialis humeri - Sulcus nervi ulnaris - Epicondylus lateralis humeri |

### Armbågsben
| Armbågsben (ulna) |
| --- |
| - Armbågsutskott, olekranon (olecranon) - Processus coronoideus - Tuberositas ulnae - Incisura trochlearis - Incisura radialis - Corpus ulnae - Facies posterior ulnae - Facies anterior ulnae - Facies medialis ulnae - Margo interosseus ulnae - Margo posterior ulnae - Margo anterior ulnae - Crista musculus supinatoris - Caput ulnae - Circumferentia articularis - Processus styloideus ulnae |

### Strålben
| Strålben (radius) |
| --- |
| - Caput radii - Fovea articularis - Circumferentia articularis - Collum radii - Carpus radii - Tuberositas radii - Facies posterior radii - Facies anterior radii - Facies lateralis radii - Margo interosseus radii - Margo posterior radii - Margo anterior radii - Processus styloideus radii - Tuberculum dorsale radii - Incisura ulnaris |

### Handlov
| Handlov (carpus) |
| --- |
| - Os scaphoideum - Os lunatum - Os triquetrum - Os pisiforme - Os trapezium - Os trapezoideum - Os capitatum - Os hamatum - Sulcus carpi |

En lätt ramsa att komma ihåg är; She Likes To play Try To Catch Her

### Mellanhand
| Mellanhand (metacarpus)                                               |
| --------------------------------------------------------------------- |
| - Ossa metacarpi basis - Ossa metacarpi corpus - Ossa metacarpi caput |

### Fingrar
| Fingrar (digiti manus)                                                    |
| ------------------------------------------------------------------------- |
| - Phalanx proximalis - Phalanx media - Phalanx distalis - Ossa sesamoidea |

## Leder
- Sternoklavikularleden
- Akromioklavikularleden
- Axelleden (art. humeri)
- Armbågsleden (art. cubiti
- Handleden (art. radiocapea)
- Knogleder (art. metacarpophalangeae)
- Mellanleder (art. interphalangeae proximales)
- Ytterleder (art. interphalangeae distales)